# Єгорівка (Старобільський район)
Єго́рівка —  село в Україні, у Старобільській міській громаді Старобільського району Луганської області. Населення - 101 особа. колишній орган місцевого самоврядування — Світлівська сільська рада.